# Медична термінологія
Медична термінологія — це мова, яка використовується для точного опису людського тіла: усіх його компонентів, процеси, умови, що на нього впливають, і процедури, що виконуються з ним. Медична термінологія використовується в галузі медицини.
Медична термінологія має регулярну морфологію, однакові префікси та суфікси використовуються для додавання значень до різних коренів. Корінь терміна часто відноситься до органу, тканини або стану. Наприклад, у розладі, відомому як гіпертензія, префікс «гіпер-» означає «високий» або «перевищений», а корінь слова «тензія» — «напруга» стосується тиску, тому слово «гіпертонія» або «гіпертензія» визначає аномально високий кров'яний тиск.
Корені, префікси та суфікси часто походять від грецької чи латинської мови. Ця регулярна морфологія означає, що коли вивчено достатню кількість морфем, стає легко зрозуміти дуже точні терміни, складені з цих морфем. Значна частина медичної мови — це анатомічна термінологія, що стосується назв різних частин тіла.

## Обговорення
Для формування або розуміння кореня слова необхідно базове розуміння термінів і вихідної мови. Наука про походження слів називається етимологією. Наприклад, якщо потрібно було утворити слово для вказівки на стан нирок, є два первинні корені — один з грецької (νεφρός nephr(os)) і один з латинської (ren(es)). Ниркова недостатність є станом нирок, а нефрит (лат. nephritis) також є станом або запаленням нирок. Суфікс -ит (-itis) означає запалення, а все слово передає значення запалення нирки. Інший приклад, термін supra-renal є комбінацією префікса supra- (що означає «над») і кореня слова нирка, і все слово означає «розташований над нирками» (супраренальний). Слово «нефролог» поєднує в собі корінь слова нирки з суфіксом -олог («той, хто вивчає»), що означає «той, хто вивчає нирки».
Утворення множини, як правило, має здійснюватися з використанням правил утворення правильної форми множини в мові оригіналу. У грецькій і латинській мовах існують різні правила, які застосовуються при формуванні форми множини кореня слова. Часто такі подробиці можна знайти за допомогою медичного словника.

## Морфологія
У медичній термінології часто використовуються слова, створені за допомогою префіксів і суфіксів у латинській і давньогрецькій мовах. У медицині їх значення та етимологія залежать від мови походження. Префікси та суфікси, головним чином у грецькій, а також у латинській мові, мають випадне -o- . Медичні корені зазвичай поєднуються залежно від мови: грецькі префікси поєднуються з грецькими суфіксами, а латинські — з латинськими. Хоч технічно вважається прийнятним створення гібридних слів, настійно бажано не змішувати різні мовні корені. Прикладами загальноприйнятих медичних слів, які змішують мовні корені, є неонатологія та квадриплегія (татраплегія).
Префікси зазвичай не вимагають подальших змін для додавання до кореня слова, оскільки префікс зазвичай закінчується на голосний або голосний звук, хоч у деяких випадках вони можуть трохи асимілюватися, а in- може змінитися на im- або syn- на sym- .
Суфікси додаються до кінця кореня слова, щоб додати значення, наприклад стан, хворобливий процес або процедура.
У процесі створення медичної термінології діють певні правила мови. Ці правила є частиною мовної механіки, яка називається лінгвістикою. Корінь слова розроблено таким чином, щоб включити голосний звук після терміна, щоб додати дію згладжування звуку слова під час застосування суфікса. У результаті утворюється новий термін із приєднаним голосним (корінь слова + голосний), який називається комбінованою формою. В українській мові найпоширенішою голосною, яка використовується для утворення комбінованої форми, є буква -o-, яка додається до кореня слова. Наприклад, якщо є запалення шлунка та кишки, це буде написано як гастро- та ентер- плюс -ит, гастроентерит.
Суфікси класифікуються як такі, що потребують комбінованої форми, та такі, що не потребують комбінованої форми, оскільки вони починаються з голосної.